# Johann Friedrich von Seegebarth
Johann Friedrich von Seegebarth (* 3. August 1747 in Berlin; † 15. Dezember 1823) war ein preußischer Generalpostmeister.
Nach anfänglicher Tätigkeit als Handlungsgehilfe wurde Seegebarth 1767 Kanzlist in der Staatskanzlei. Hier machte er rasch Karriere: 1770 war er noch überzähliger expedierender Sekretär (d. h. ohne Gehalt) im Generalpostamt, doch schon 1771 stieg er zum Geheimen expedierenden Sekretär, 1773 zum Postinspektor und Oberpostdirektor, 1774 zum Hof- und Postrat, 1786 zum Geheimen Postrat auf. 1791 war er Hofpostmeister in Berlin. 1797 wurde er geadelt und 1799 avancierte er zum Geheimen Oberfinanzrat. Am 6. Oktober 1803 erfolgte seine Ernennung zum Direktor des Generalpostamtes, am 24. Januar 1806 wurde er Präsident desselbigen. Schließlich erhielt er am 23. Dezember 1808 das Amt des Generalpostmeisters und war somit Chef des Postwesens.
Seegebarths Amtszeit fiel in die Wirren der Revolutionskriege und war dementsprechend schwierig. Er führte die Schnellposten und die Abstempelung der Briefe ein.
Seegebarth trat 1821 in den Ruhestand und starb 1823.